# Чертков, Олег Николаевич
Олег (Гелий) Николаевич Чертков (23 августа 1937 года, Абакан, Хакасская автономная область — 5 октября 2014 года, Финляндия) — советский и российский педагог, путешественник.

## Биография
Родился 23 августа 1937 года в рабочей семье Николая и Лидии Чертковых. После окончания средней школы № 2 поступил в Абаканский государственный педагогический институт на физико-математический факультет. В 1960—1962 годах служил в армии. 5 января 1963 года, вернувшись в Абакан, стал работать учителем физики в школе № 10. При оформлении вместо своего официального имени назвал себя Олегом.
За более чем сорокалетний срок преподавания, используя новаторские идеи, выработал свой метод обучения физике, неоднократно награждался за достижения в педагогической деятельности (в том числе орденом Трудового Красного Знамени). Один из зачинателей туристическо-краеведческой работы со школьниками в Хакасии. По его мнению, детям «нужны серьезные, не игрушечные трудности и препятствия, одолевая их, человек растёт, закаляется…».
В 1958 году женился на М. С. Чертковой (впоследствии — кандидат филогических наук, профессор Хакасского государственного университета). В 2012 году семья переехала в Финляндию, где скончался 5 марта 2014 года, в российский День учителя.